# シュリスペイロフ
シュリスペイロフは、北海道札幌市出身のロックバンドである。アルファベットでの綴りはsyurispeiloff。バンド名の由来は「真夜中の弥次さん喜多さん」（しりあがり寿・作）に一コマだけ登場する登場人物。通称「シュリス」。

## メンバー
- 宮本英一 - ボーカル、ギター
- 野口寛喜 - ベース
- ブチョー - ドラム
- 澁谷悠希 - ギター

## 来歴
- 1999年 結成。
- 2004年 5年間のスタジオ練習を経て、初ライブを行う。
- 2005年10月 タワーレコード札幌ピヴォ店とライブ会場限定でシングル「ダイバー」を発売。
- 2008年3月5日 ミニアルバム「シュリスペイロフ」をcolla discからリリース。
- 2009年5月13日　メジャー1枚目のアルバム『もぐる。』をBabeStar Label / Victorからリリース。
- 2009年　THE YELLOW MONKEYのトリビュートアルバム『THIS IS FOR YOU〜THE YELLOW MONKEY TRIBUTE ALBUM』に「SO YOUNG」で参加。年内にビクターとの契約解除。
- 2013年　インディーズでの活動を経て、楽曲に惚れ込んだthe pillows　山中さわおの主宰するDELICIOUS LABELに所属。宮本は、ポッドキャスト『山中さわおのFool on the planet』にも参加。番組内では聴取者からのお題を基に即興曲を披露しており、山中も唸るほどのクォリティの高さである事から、それらをまとめたCD「宮本on the planet」もリリースされている。
- 2016年10月23日、サポートメンバー、澁谷悠希の正式加入を発表。
- 2022年4月18日、ブチョーが脱退。

## ミュージックビデオ
| 監督       | 曲名                         |
| 須藤カンジ | 「トロイメライ」「夢うつつ」 |
| 古跡哲平   | 「キミの話」                 |
| 山中さわお | 「夜の公園」                 |
| 不明       | 「朝ごはん」「空中庭園」     |

## 主なライブ

### ワンマンライブ・主催イベント
- 2009年 - ツアー「水深3cm」
w/セカイイチ/the court
- 2013年03月15日 - シュリスペイロフ ようこそデリシャスレーベルへ バンプショウ!!
w/山中さわお
- 2015年07月02日〜24日 - シュリスペイロフ"その周辺"発売記念『そちらの周辺ツアー』
w/山中さわお / ドラマチックアラスカ / Homecomings
- 2015年12月23日・2016年01月08日 - 『観音開きツアー』

### 出演イベント
- 2011年06月24日 - さわおvsヤングスター
- 2011年10月06日 - FLYING DRAGON -shibuya eggman 30th
- 2012年04月14日 - TAIJI at THE BONNET 2012 We are the Jedi Tour
- 2012年06月15日 - D.W.ニコルズ presents サイトシーイングシリーズVol.3
- 2012年09月28日 - LIVE H
- 2012年11月04日 - shimokita round up5
- 2013年10月05日 - MEGA☆ROCKS 2013
- 2013年10月13日 - MINAMI WHEEL 2013
- 2013年12月31日 - the pillows presents COUNTDOWN BUMP SHOW!! 2013→2014
- 2014年01月19日 - the pillows 25th Anniversary NEVER ENDING STORY "Do You Remember The 1st Movement?"
- 2014年03月06日 - LIVE!LIFE!!STYLE!!!
- 2014年04月26日 - ARABAKI ROCK FEST.14
- 2014年05月17日 - 夢チカLIVE SP in Zepp Sapporo
- 2014年06月08日 - SAKAE SP-RING 2014
- 2014年07月13日 - the pillows 25th Anniversary NEVER ENDING STORY "ROCK AND SYMPATHY TOUR"
- 2014年12月31日 - the pillows presents "COUNTDOWN BUMP SHOW!! 2014→2015"
- 2015年02月28日 - 未完成VS新世界『未完成のまま終わる新世界』
- 2015年04月19日 - 音楽と人LIVE 2015 ローリング・サンダー・レビュー
- 2015年06月06日 - SAKAE SP-RING 2015
- 2015年06月27日 - ミルク40周年・スタジオミルク35周年
- 2015年08月13日 - Redcloth The 12th anniversary
- 2015年10月09日 - YABA-CHO GO NOW
- 2015年12月31日 - the pillows presents COUNTDOWN BUMP SHOW!! 2015→2016